# Uroflowmetrie

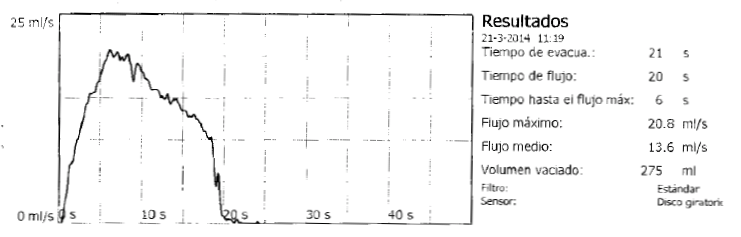
Uroflowmetrie mit normaler Harnflussrate

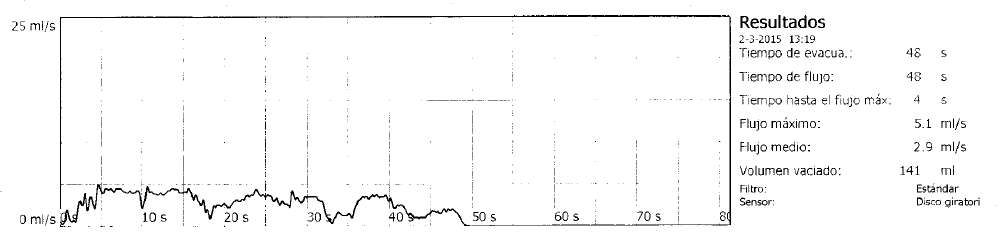
Uroflowmetrie mit der Harnflussrate bei einer Harnröhrenverengung

Unter der Uroflowmetrie versteht man die nichtinvasive (apparative) Messung des Harnstrahlvolumens pro Zeitspanne (deutsch: Harnflussmessung oder „Harnstrahlmessung“ z. B. in {\displaystyle \mathrm {ml/s} }), also „die Bestimmung der pro Zeiteinheit aus der Blase abfließenden Urinmenge“. Die Durchführung dieser Untersuchung ist sehr einfach: Ein Patient, der Harndrang hat, wird gebeten, in einen Trichter zu urinieren; dieser Trichter zum Auffangen des Urins heißt Uroflowmeter. Über eine elektronische Messeinheit (Sensoreneinheit im Messtrichter) wird dabei erfasst, wie viel Urin er pro Zeitspanne miktioniert. Die normale Harnfluss-Rate liegt beim Erwachsenen bei mindestens {\displaystyle 20\ \mathrm {ml/s} }. Erniedrigte Werte können bei einem behinderten Harnabfluss aus der Blase oder einem schwachen Blasenmuskel auftreten. Man spricht dann von Blasenentleerungsstörungen. Nach dem Brockhaus liegt der Normalwert der Harnflussrate zwischen 20 und 50 ml/s.
Das Ergebnis der Uroflowmetrie ist nur dann aussagekräftig, wenn die Urinmenge (das Miktionsvolumen beziehungsweise die Blasenfüllung) {\displaystyle 150\ \mathrm {ml} } übersteigt. In der englischsprachigen Fachliteratur wird die Harnflussrate R oft mit {\displaystyle Q} oder {\displaystyle {\dot {V}}} abgekürzt.

## Geschichte
Erste Publikationen über systematische Forschungen zur Uroflowmetrie stammen aus den 1940er und 1950er Jahren. Die Zystomanometrie ist eine ähnliche urodynamische Untersuchung bei Blasenentleerungsstörungen, meistens bei einer Obstruktion der ableitenden Harnwege. Früher sprach man von der Miktionszystourethrographie.

## Darstellung
Im Rahmen der Uroflowmetrie sind in einem Koordinatensystem drei verschiedene Darstellungen des Harnausflusses während der Blasenentleerung (Miktion) möglich. Auf der Abszisse wird jeweils die Zeit der Blasenentleerungsdauer in Zeiteinheiten aufgetragen. Siehe nebenstehende Diagramme.
- Das Miktionsvolumen V (oder {\displaystyle V}) steigt mit der Zeit t an. Am Ende eines jeden Miktionsvorganges erreicht der Graph sein Maximum (Vmax). Die Einheit auf der Ordinate ist {\displaystyle 1\ \mathrm {ml} }. Das Miktionsvolumen ist das Integral (Fläche unter der Kurve) der Harnflussrate R. Die graphische Darstellung entspricht einem Miktionsprotokoll (Miktiogramm)[9] oder der Ausfuhrseite der Flüssigkeitsbilanz. Die Kurve der Folgemiktion beginnt entweder auf Höhe Vmax der letzten Miktion (Sammelurin) oder aber wieder bei null. Der mittlere Harnfluss für jede Zeitperiode ist der Quotient aus dem erreichten Miktionsvolumen und der dafür benötigten Zeitdauer; die Einheit dieses errechneten Mittelwertes ist {\displaystyle 1\ \mathrm {ml/s} }. Das Miktionsvolumen V entspricht der zurückgelegten Wegstrecke beim Schrittzähler oder beim Kilometerzähler. Als funktionelle Blasenkapazität wird das mittlere Entleerungsvolumen bezeichnet. Gemessen werden sowohl die restharnfreie Miktionsmenge wie auch die Miktionsdauer einer natürlichen Harnentleerung.[10] Die Zeitdauer vom Miktionsbeginn bis zum Wendepunkt der Miktionsvolumenkurve (Nullpunkt der Miktionsbeschleunigungskurve) heißt Flussanstiegszeit.

- Die Harnflussrate R (meistens symbolisiert als {\displaystyle Q} oder {\displaystyle {\dot {V}}}) ist die erste Ableitung des Miktionsvolumens V nach der Zeit t. Die Einheit auf der Ordinate ist {\displaystyle 1\ \mathrm {ml/s} }. Die Harnflussrate R ist ein Maß für die Stärke des Harnflusses. Es handelt sich um das Flüssigkeitsvolumen, das pro Zeiteinheit durch die Urethra ausgeschieden wird. Das Maximum dieser Flusskurve am Ende der Flussanstiegszeit ist der maximale Harnfluss Rmax (oder Qmax).[11] Dieser Scheitelpunkt der Harnflusskurve entspricht dem Wendepunkt im Miktionsvolumendiagramm und dem Nullpunkt in der Beschleunigungskurve. Die Harnflussrate R entspricht der Geschwindigkeit beim Fahrtenschreiber oder Tachometer. Üblicherweise wird in der urologischen Praxis nur diese Harnflusskurve ausgedruckt und zur weiteren Diagnostik ausgewertet. Die Harnflussrate R ist das Integral der Miktionsbeschleunigung M. In Analogie zum Herzzeitvolumen HZV spricht man auch vom Sekundendurchflussvolumen,[12] vom Urinzeitvolumen oder vom Harnzeitvolumen.[13][14][15] Die beiden Nullstellen der Harnflusskurve entsprechen Anfang und Ende der jeweiligen Miktion. „Eine normale Flusskurve ist glockenförmig mit einem maximalen Harnfluss (Qmax) von circa 15–50 ml/s. Bei obstruktiven Blasenentleerungsstörungen ist die Kurve abgeflacht mit einem verminderten maximalen Flow [bei Erwachsenen] unter 12 ml/s.“[16]

- Die Miktionsbeschleunigung M als zweite Ableitung des Miktionsvolumens V (beziehungsweise als erste Ableitung der Harnflussrate R) nach der Zeit t hat auf der Ordinate die Einheit {\displaystyle 1\ \mathrm {ml/s^{2}} }. Es handelt sich um die Steigung der Kurve der Harnflussrate. Nach dem Ende der Flussanstiegszeit hat die Beschleunigung nach Überschreiten des Flussmaximums  Rmax während der sogenannten Verzögerung bis zum Ende der Miktionszeit negative Werte. Diese negative Miktionsbeschleunigung zeigt eine Rechtskrümmung im Miktionsvolumen-Zeit-Diagramm an, also das Plateau am Miktionsende. Die Nullstelle M(t)=0 der Miktionsbeschleunigungskurve ist der Zeitpunkt der maximalen Harnflussrate Rmax (oder Qmax). Das Maximum der Miktionsbeschleunigung (Mmax) entspricht dem Wendepunkt der Harnflusskurve. Das Minimum der Miktionsbeschleunigung (Mmin) entspricht dem Miktionsende und damit dem Maximum der Miktionsvolumenkurve (Vmax) sowie der zweiten Nullstelle der Harnflussrate.

## Klinische Bedeutung
In der Urologie wird besonders auf das Miktionsvolumen V und die Miktionsdauer t (bei Männern im Stehen) geachtet. Dann werden der maximale Flow (Rmax) und der mittlere Flow berechnet. Außerdem werden die durchschnittliche positive Miktionsbeschleunigung M mit der entsprechenden Anstiegszeit angegeben. Die negative Beschleunigung am Ende der Miktion wird nicht berechnet.
Bei einer Pollakisurie und bei einer Blasendysfunktion sowie überhaupt bei Harnspeicherstörungen und Blasenentleerungsstörungen ist das Harnvolumen (Miktionsvolumen V) jeder einzelnen Miktion meistens gering. Im Tagesverlauf kann man alle Miktionsvolumina zur Tagesurinmenge addieren. Manche Urologen empfehlen Erwachsenen ein tägliches Urinvolumen von anderthalb Litern.  Bei Neugeborenen schwankt die tägliche Harnmenge am ersten Lebenstag zwischen 0 und 68 ml und am zweiten Lebenstag zwischen 0 und 84 ml. Bei überdurchschnittlich großen Tagesvolumina spricht man von der Polyurie.
Der Physiologe Carl Ludwig (1816–1895) schrieb 1856: „Die Grenzen, innerhalb der bei gesunden Erwachsenen das tägliche Harnwasser variirt, liegen zwischen 500 und 25.000 Gramm. Nach Becquerel [1814–1862] und Vogel [1814–1880] liegt bei jungen Männern das Tagesmittel zwischen 1200 und 1600 Gramm.“
Bei Nierenkrankheiten, bei Harnröhrenstrikturen und bei anderen urologischen Problemen ist die Harnflussrate R erniedrigt. Bei Männern mit einer gutartigen Prostatahyperplasie wird die Harnflussrate von der Körperposition beim Urinieren beeinflusst; im Sitzen ist sie um {\displaystyle 1{,}23\ \mathrm {ml/s} } größer als im Stehen. Wenn die maximale Harnflusrate Rmax größer ist als {\displaystyle 12{,}0\ \mathrm {ml/s} }, dann ist eine Obstruktion ausgeschlossen; dann ist an eine Hyperaktivität des Detrusors zu denken.
Je größer die Harnblasenfüllung, desto größer die positive Miktionsbeschleunigung M am Beginn der Miktion.

## Durchführung
Die Dauer der Urodynamik inklusive aller Vorbereitungen beläuft sich auf anderthalb bis zwei Stunden. Für Vergleichszwecke und zur besseren Beurteilbarkeit sollten immer mindestens zwei aufeinanderfolgende Messungen durchgeführt werden. Moderne Uroflowmeter verfügen über ein Lesegerät, in welches der Patient eine Speicherkarte zur elektronischen Aufzeichnung schieben kann.
Die eigentliche physikalische Messung der Harnflussrate erfolgt mit Hilfe der Gewichtszunahme pro Zeit in einem Messbecher oder durch die Abbremsung einer rotierenden Scheibe durch den Harnstrahl. Die Flussrate wird grafisch als Flusskurve aufgezeichnet.
Bei Säuglingen, Kleinkindern und Inkontinenten können die Windeln vor und nach Ablauf des Untersuchungszeitraums gewogen werden. Alternativ kommt bei Verdacht auf eine Oligurie oder auf eine Anurie das Urinsammelverfahren zur Ermittlung von Miktionsvolumen V und Harnflussrate R für das erforderliche Zeitintervall zur Anwendung.

## Weitere Diagnostik
Zur Feststellung und Differenzierung von nervengestörten Harnblasen wie auch zur genaueren Klassifizierung von Inkontinenzen werden weitere urodynamische Untersuchungen veranlasst, wie zum Beispiel die Zystometrie, die Sphinkterometrie und die Elektromyographie des Beckenbodens.

## Nierenheilkunde
Grundsätzlich sind die urologischen mit den nephrologischen Vorgängen vergleichbar. In jeder Niere ist der Harnfluss (gemessen in {\displaystyle 1\ \mathrm {ml/min} }) die Differenz zwischen glomerulärer Filtrationsrate GFR und tubulärer Resorptionsrate TRR und außerdem die Differenz der Blutflüsse in Arteria renalis und Vena renalis.

## Wasserfluss im Menschen
Forscher haben den Wasserumsatz bei 5604 Menschen aus 26 Ländern untersucht, mit dem Ergebnis, dass dieser in Ländern mit niedrigem Entwicklungsindex größer ist als in anderen.